# Damenwahl
Damenwahl – album niemieckiego zespołu punkrockowego Die Toten Hosen, wydany w 1986 roku.

## Lista utworów
1. „Sojus nerushimai republic swobodnich” − 0:25
2. „Disco in Moskau” (Phil Ram/Ram/Translation: Frege) − 3:50 (The Vibrators cover, in German)
3. „Verschwende deine Zeit” (Frege/Frege) − 2:59
4. „Freitag der 13.” (Rohde/Frege) − 3:47
5. „Bis zum bitteren Ende” (Frege/Frege) − 2:03
6. „Schwarzwaldklinik” (Breitkopf/Frege) − 3:08
7. „Wort zum Sonntag” (von Holst/Frege) − 4:27
8. „Ehrenmann” (von Holst/Frege) − 3:33
9. „Helmstedt Blues” (Rohde) − 0:21
10. „Großalarm” (Breitkopf/Frege) − 3:35
11. „Spielzeugland” (Meurer/Frege) − 2:47
12. „Verflucht, verdammt, gebrandmarkt” (Meurer/Frege) − 3:37
13. „Agent X” (Rhode/Frege) − 3:42
14. „Das Altbierlied” (Lonsdorfer) − 3:15

## Lista dodatkowych utworów na reedycji z 2007 roku
1. „Übung macht den Meister” (von Holst/Frege) – 1:59
2. „Zapfenstreich” (von Holst, Frege/Frege, von Holst) – 3:22
3. „Disco in Moscow” (Ram, Wyatt/Wyatt, Ram) – 3:09
4. „Spielzeugland” – 2:57
5. „Bombenstimmung” (Breitkopf/Frege) – 2:54
6. „Großalarm” – 3:54
7. „Nur im Traum” (von Holst/Frege) – 2:39
8. „Schwarzwaldklinik” – 3:36
9. „Das kleine ABC” (von Holst/Frege) – 3:34
10. „Aufgeben (gilt nicht)” (Frege/Frege) – 5:01
11. „Gipfelstürmer” (Meurer/Frege) – 3:45

## Single
- 1986 „Das Altbier Lied”

## Wykonawcy
- Campino – śpiew
- Andreas von Holst – gitara
- Michael Breitkopf – gitara
- Andreas Meurer – gitara basowa
- Wolfgang Rohde – perkusja